# Комсомольськ-на-Амурі

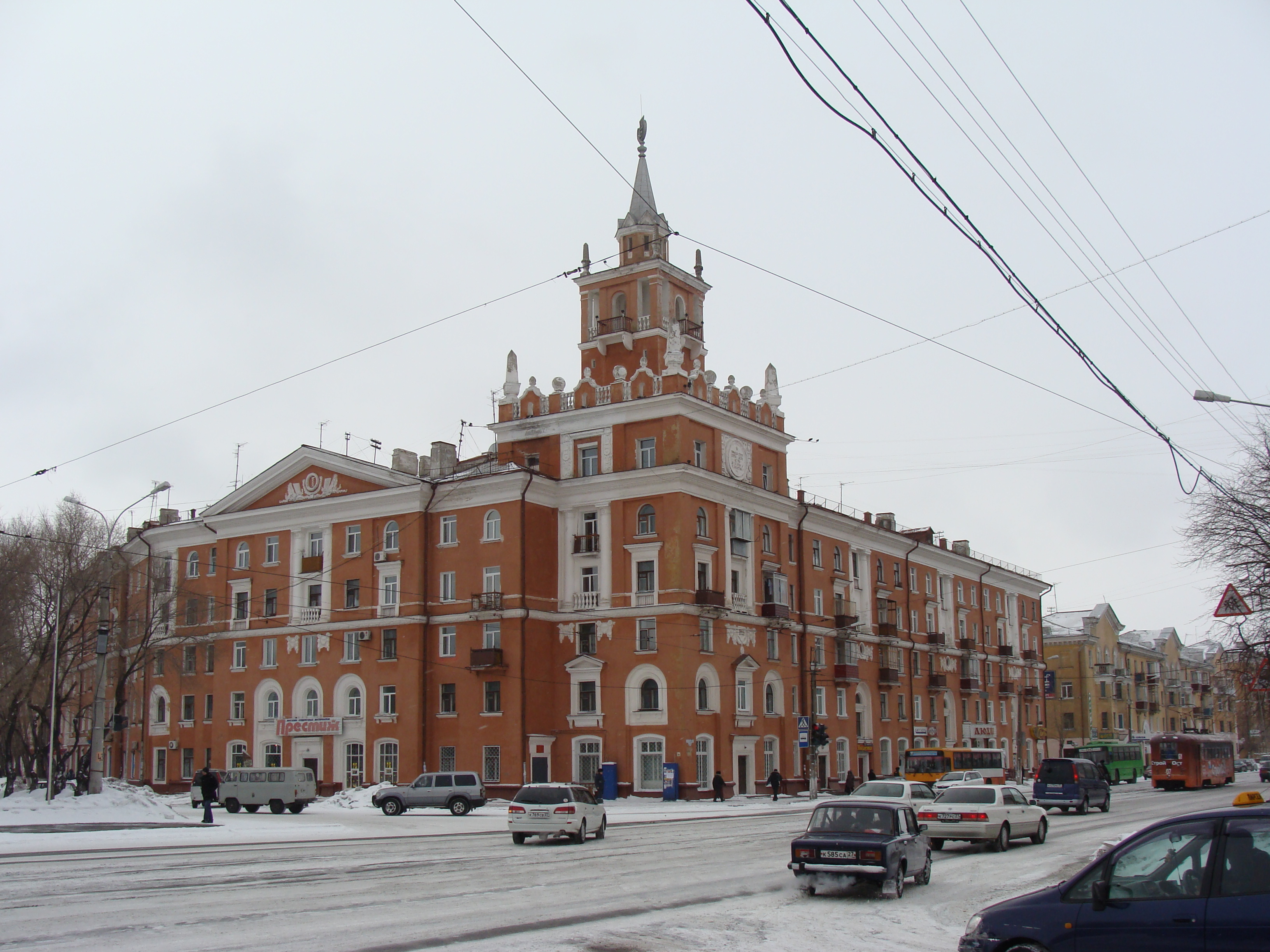
Будинок зі шпилем

Комсомóльськ-на-Аму́рі (рос. Комсомо́льск-на-Аму́ре) — місто в Росії, адміністративний центр Комсомольського району та Комсомольського міського округу Хабаровського краю. Місто розташоване на лівому березі Амуру, за 360 км від Хабаровська.
Місто — потужний промисловий центр, друге за величиною місто Хабаровського краю. Засноване 1932 року, на місці села Пермське, силами комсомольців-активістів із центральних районів Радянського Союзу із широким використанням праці ув'язнених.
Населення 275,9 тис. осіб (2005).

## Історія

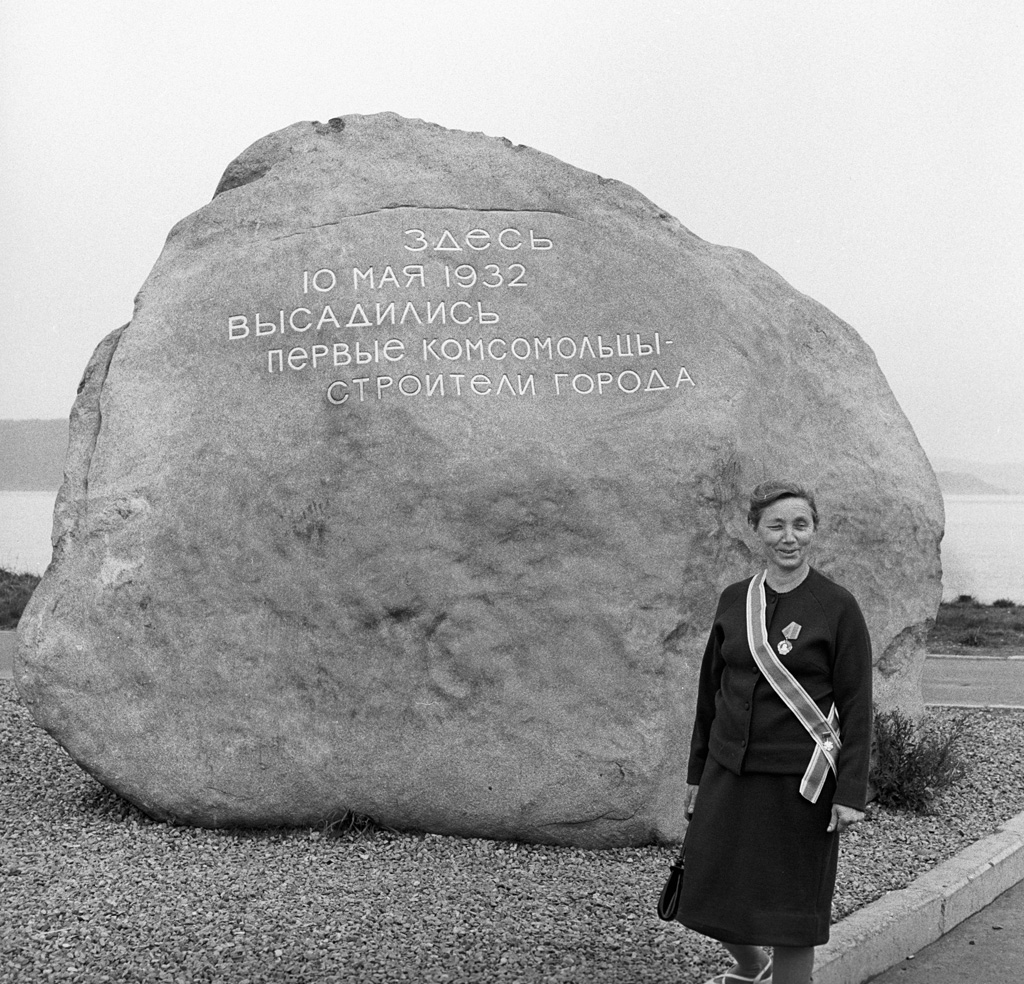
Одна з перших будівниць міста Комсомольськ-на-Амурі Євдокія Петрівна Селютіна стоїть біля пам'ятного каменю. Фото Макса Альперта, 1968 р.

1930 року ВЦВК і Уряд РРФСР прийняли постанову ж про господарське і культурне будівництво у Далекосхідному краї, а в серпні 1931 року було вирішено про спорудженні суднобудівного заводу.
У 1932 році, до села Пермське, розташованого на лівому березі Амура, прибула урядова комісія, яка вирішила будувати тут Амурський суднобудівний завод. Одночасно було вирішено про побудову у районі нанайського стійбища Дзьомги авіаційного заводу. 10 травня 1932 року пароплави «Комінтерн» і «Колумб» висадили на амурському березі близько тисячі перших будівельників майбутнього міста. Сьогодні про цю подію нагадують пам'ятний камінь, і пам'ятник першобудівникам. За офіційними даними, місто засновано у 1932 році, силами політичних ув'язнених, вільнонайманий громадян, і навіть комсомольців-активістів із центральних районів Радянського Союзу. Згодом про участь у будівництві Комсомольська-на-Амурі ув'язнених Дальлага було прийнято мовчати.

## Географія

### Географія
Місто Комсомольськ-на-Амурі розташоване за 348 км на схід від міста Хабаровська на перетині транспортних шляхів: в західному напрямку — Байкало-Амурської магістралі, північно-східному — водний шлях річкою Амур до міста Николаєвська-на-Амурі і далі в Охотське море, газо- і нафтопроводи з острова Сахалін; на східному — залізниця до морського порту Ваніно і міста Совєтська Гавань; у південно-західному — річка Амур, залізниця і автомобільна дорога до міста Хабаровськ, і далі, до узбережжя Тихого океану, портів Владивосток і Находка. Комсомольськ-на-Амурі перебуває у своєрідній «оазі» — амурській заплаві, ширина якої становить 20 км. Місто протягнулося вздовж лівого берегу річки Амур понад 30 км.

### Клімат
Клімат міста характеризується поєднанням континентального і мусонного з переважанням першого. Близькість гірських масивів Сіхоте-Аліня і Буреїнського сприяють руху взимку маси континентального холодного повітря. Влітку переважають східні мусонні вологі вітри. Середньорічна кількість опадів сягає 570 мм. Сніг випадає наприкінці жовтня, сходить наприкінці квітня. Середньорічна температура повітря дорівнює −0,7 °C. Середньомісячна температура повітря найхолоднішого місяця (січень): −24,90 °C, найтеплішого (липень): +25,70 °C. У місті спостерігаються хмарність, туман й ожеледиця. У лютому-березні спостерігаються заметілі.

## Економіка
Комсомольськ-на-Амурі — найбільший промисловий центр російського Далекого Сходу, друге за величиною місто Хабаровського краю, третє за величиною місто російського Далекого Сходу після таких міст як Хабаровськ і Владивосток. Центр зосередження виробництв ВПК Далекого Сходу Росії.

### Містоутворюючі підприємства
- Комсомольськ-на-Амурі авіаційне виробниче об'єднання імені Ю. О. Гагаріна ВАТ КнААВО (випускає винищувачі Су-27, Су-30, Су-33, Су-35, Су-57 і їх модифікації, до 2007 р. реалізовувало цивільні авіаційні програми — Су-80, СА-20П, Бе-103). Виробляє для ЗАТ «Громадянські літаки Сухого» [Архівовано 17 Серпня 2012 у Wayback Machine.] сегменти фюзеляжу і крило для середньомагістрального пасажирського літака SUKHOI SuperJet 100 (SSJ-100).
- Амурський суднобудівний завод — виробництво атомних і дизельних підводних човнів, суден цивільного призначення
- Металургійний завод «Амурметалл». Через стабільне зростання обсягів виробництва, у чорній металургії у 2006 році її частка у структурі промислового виробництва зросла до 32,2 %. Виробництво сталі 2006 року досягло 754,0 тис. тонн
- Комсомольський НПЗ потужністю 6,4 млн тонн на рік — найбільший нафтопереробний комплекс Далекого Сходу, приналежить компанії «Роснефть» (нафту постачається з Західного Сибіру залізницею і з острова Сахалін нафтопроводом з міста Оха)

### Інші підприємства
Нині в Комсомольську-на-Амурі працюють понад сорок підприємств. Розвинене машинобудування: завод підйомно-транспортного устаткування, електротехнічний завод тощо. Існує харчова промисловість; обсяг її виробництва, у 2006 року становив 946, 0 млн рублів. А також, у місті є деревообробні комбінати, меблева фабрика, підприємства з виробництва будматеріалів.

## Транспорт

### Міський транспорт
Трамвайний рух в місті було відкрито 6 листопада 1957 року. Перед припиненням руху діяло 3 трамвайних маршрутів (№ 1—3). Маршрути № 0, 4, 5, 6 були скасовані у зв'язку з їх нерентабельністю.
З 1 жовтня 2018 року трамвайний рух припинено через відсутність коштів на ремонт аварійного шляхопроводу на проспекті Миру на шляху трамваїв з депо на маршрути. Про терміни відновлення трамвайної системи не відомо.
Велику частку ринку міського транспорту відвоювали муніципальні, приватні автобуси і маршрутні таксі, переважаючи трамваї за кількістю маршрутів й за кількістю одиниць транспорту.

### Міжміський транспорт
Розташування на перетині сухопутних та водних магістралей надає сприятливі транспортні умови. До Комсомольську-на-Амурі «прив'язані» Нижній Амур та східна ділянка БАМу.

#### Залізничне сполучення
Залізницею Комсомольськ зв'язаний і з західними, і східними населеними пунктами країни: Москвою, Пензою, Новосибірськом, Благовєщенськом, Владивостоком, Хабаровському тощо. Найбільш регулярний рух в бік Хабаровська, зокрема на фірмовому поїзді «Юність» та в бік Владивостока.

#### Міжміські автобуси
Від автовокзалу у районі міської Набережної відходять автобуси до селища Солнєчний, міст Амурська, Біробіджана і Хабаровська.

#### Річковій транспорт
Комсомольськ-на-Амурі є великим транспортним вузлом з найбільшим у краї пасажирським річковим і вантажним портами. Після відкриття сезону річковий навігації, від річкового вокзалу Комсомольська-на-Амурі щодня відходять «метеори» до Хабаровська, і до Ніколаєвська-на-Амурі, річкові пароплави ОМ — в селище Півань, і прогулянкові теплоходи «Таєжний» і «Мурав'єв-Амурський»

#### Повітряний транспорт
Авіаперевезення жителів Комсомольська-на-Амурі відбуваються через аеропорт «Комсомольськ-на-Амурі» в селищі Хурба за 20 кілометрів від Комсомольська-на-Амурі, і через аеропорт КнААВО (епізодично).